# Port Ellen (Whiskybrennerei)
Port Ellen ist eine Whisky-Brennerei im Ort Port Ellen auf der schottischen Insel Islay, die 1983 geschlossen und 2024 wiedereröffnet wurde. Teile der Gebäude sind in den britischen Denkmallisten in der Kategorie B eingeordnet. Port Ellen ist auch als Mälzerei und damit als Lieferant der anderen Destillerien auf Islay von Bedeutung. Mit der Wiedereröffnung im Jahr 2024 lebte der Markenname, der zwischenzeitlich ruhte, wieder auf.

## Geschichte

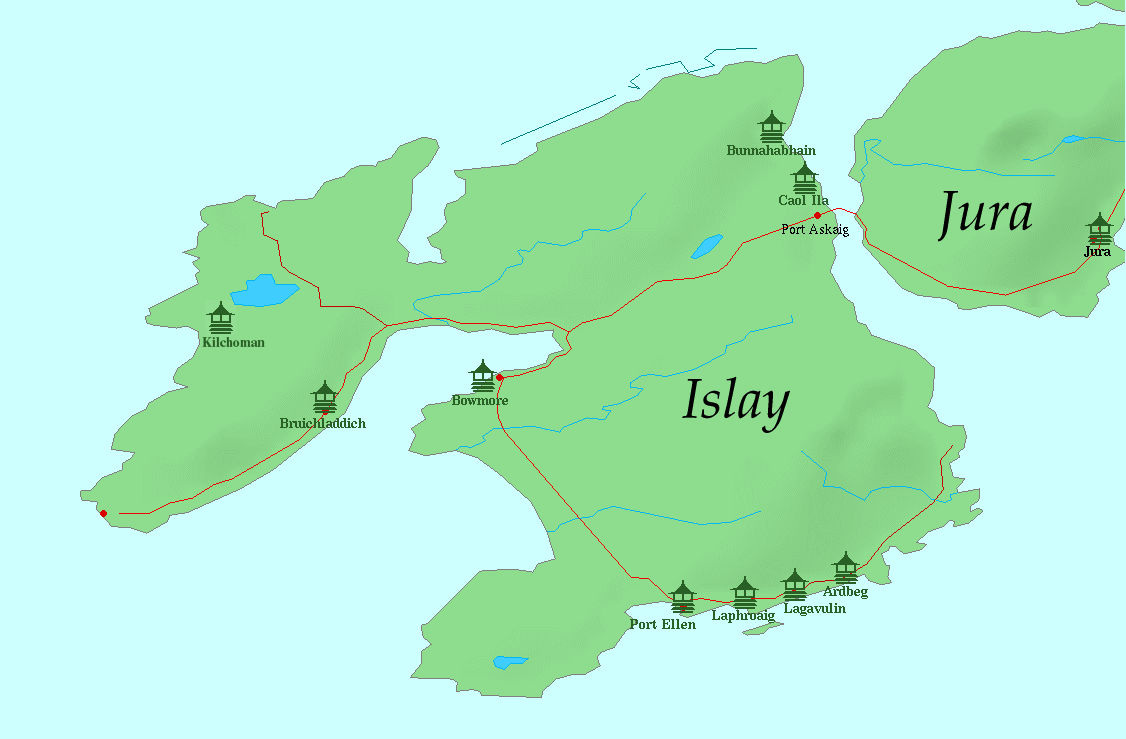
Islay

Die Destillerie wurde 1825 von Alexander Kerr Mackay gegründet und gelangte 1836 in den Besitz von John Ramsay. Unter dessen Leitung begann sie, Whisky in die Vereinigten Staaten zu exportieren und konnte expandieren. Bedingt durch Steuererhöhungen vor und nach dem Ersten Weltkrieg und die amerikanische Prohibition wurde die Situation für Brennereieigentümer jedoch deutlich schlechter. 1920 verkaufte Iain Ramsay of Kildalton, der Sohn von John Ramsay, die Brennerei an James Buchanan & Co. und John Dewars & Sons Ltd., die im Jahre 1925 mit Distillers Company Limited (DCL) fusionierten. Ab 1930 wurde die Brennerei wie viele andere geschlossen. Ihre Mälzböden blieben in Betrieb und versorgten unter anderem die benachbarte Lagavulin-Brennerei. Auch die Lagerhäuser wurden für Lagavulin- und Malt-Mill-Fässer genutzt. Port Ellen blieb bis 1966 geschlossen. Aufgrund erhöhter Nachfrage insbesondere bei den Blending-Firmen rüstete man die Brennerei in den Jahren 1966/1967 neu aus. Nach der Modernisierung und dem teilweisen Neubau, der eine Verdoppelung der Brennblasen von zwei auf vier beinhaltete, wurde die Destillerie dann am 1. April 1967 wiedereröffnet. 1973 wurde benachbart eine äußerst geräumige Großmälzerei hinzu gebaut, die noch heute Ardbeg, Caol Ila, Lagavulin und teilweise Bunnahabhain, Kilchoman und Laphroaig versorgt. Der verwendete Torf stammt aus dem nahe gelegenen Castlehill-Moor.

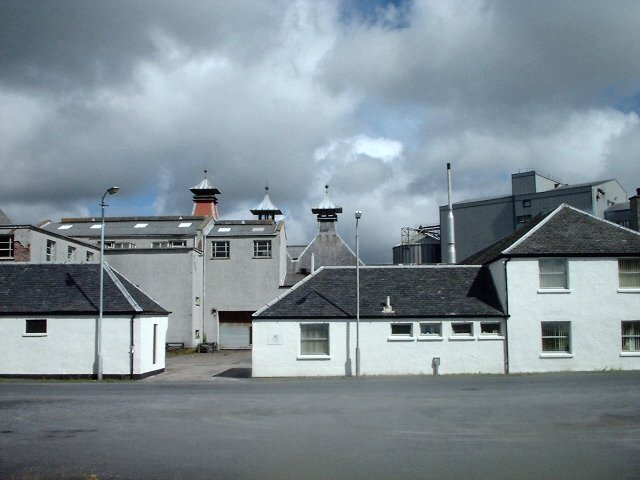
Brennerei vor dem Abriss

Im Mai 1983 wurde die Brennerei Port Ellen erneut geschlossen. Gründe waren die Überproduktionskrise in der schottischen Whiskyindustrie und die Tatsache, dass die anderen Islay-Brennereien Lagavulin und Caol Ila einen besseren Ruf bei den Blendern hatten. Caol Ila war seit dem Totalneubau von 1972–1974 zudem größer und effizienter. 1987 erfolgte die Übernahme der DCL durch die United Distillers (UD). Teile der Anlage von Port Ellen wurden in den Folgejahren demontiert. Die Lizenz zur Whiskyproduktion, die bis 1992 bei Low, Robertson & Co lag, wurde mit der Auflösung der Firma durch United Distillers gelöscht. Die Brennerei wurde im Jahr 2003 zu großen Teilen abgerissen; die Lagerhäuser wurden noch viele Jahre lang durch Lagavulin genutzt.

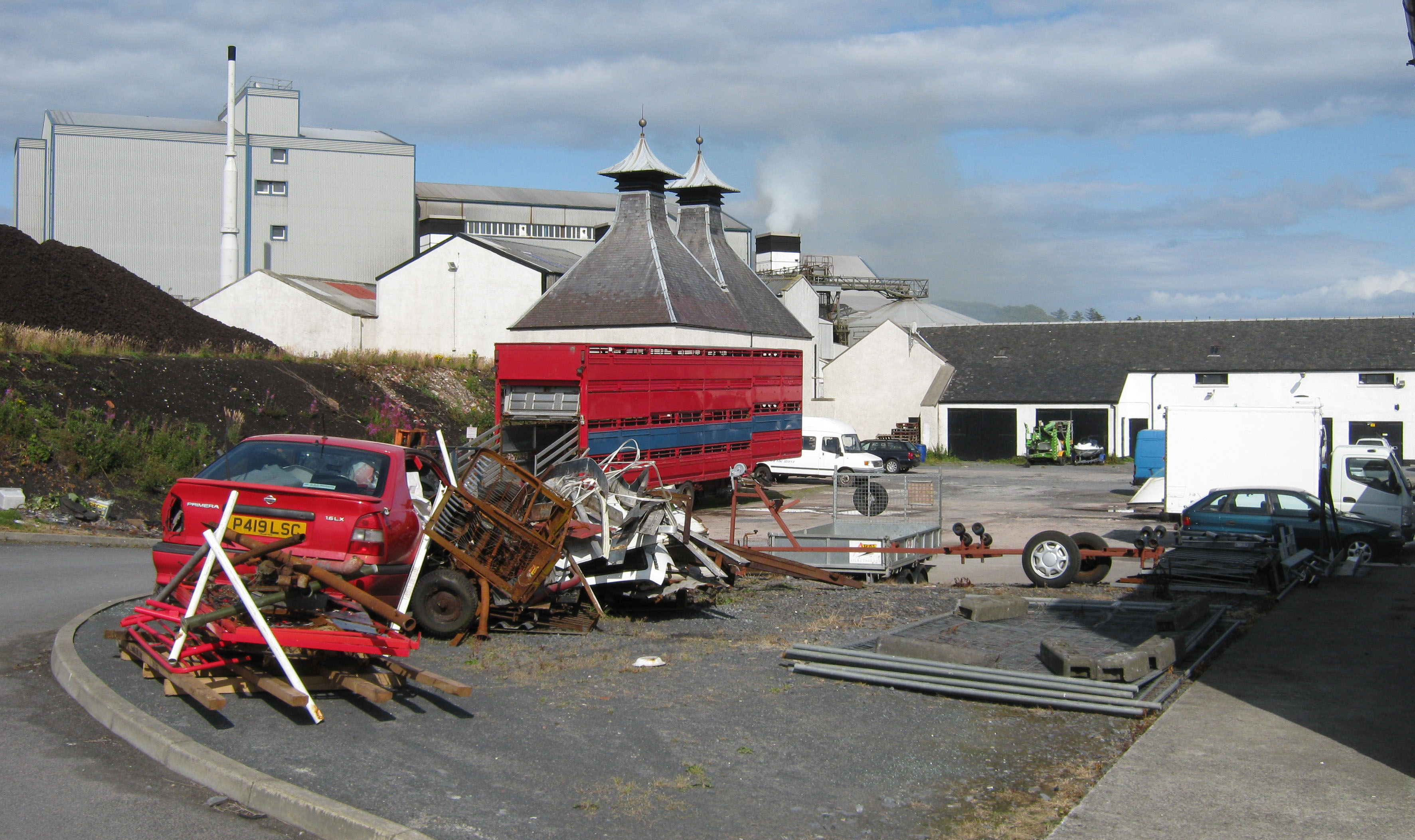
Brennerei nach dem Abriss 2009

 Im Oktober 2017 kündigte Eigentümer Diageo an, die Destillerien Port Ellen und Brora wieder zu eröffnen und ab 2020 wieder Whisky zu brennen. Bei beiden Brennereien sollte die Produktion jeweils 800.000 Liter Alkohol pro Jahr betragen. Während bei Brora noch die beiden Brennblasen vorhanden waren und nach entsprechender Aufarbeitung wieder in Betrieb genommen werden konnten, mussten die Brennblasen von Port Ellen nach alten Plänen nachgebaut werden. Obwohl neben den Lagerhäusern noch einige weitere denkmalgeschützte Gebäude vorhanden sind, war es bereits damals klar, das große Teile der Brennerei neu errichtet werden müssen. Bei der geplanten Produktion von 800.000 Litern Reinalkohol war bereits damals klar, dass nicht alle 4 Brennblasen rekonstruiert werden würden. Erste Instandsetzungen auf dem Gelände der Brennerei erfolgten seit der zweiten Jahreshälfte 2017. So wurde ein Teil der Dächer, insbesondere die der ehemaligen Mälzboden (derzeit Werkstatt für die Port Ellen Maltings) durch neue ersetzt. Auch personell hat sich einiges getan. Seit Mai 2018 war Georgie Crawford, in letzter Funktion Managerin von Lagavulin, als Verantwortliche für den Neubau der Brennerei eingesetzt worden. Im Laufe des Jahres 2020 wurden durch Diageo Tatsachen geschaffen.
Am 29. Januar 2020 fand in der kleinen Ortschaft Port Ellen eine öffentliche Vorstellung der Planungsunterlagen für die Renovierung und Wiederinbetriebnahme der Port Ellen Brennerei statt. Pläne und Zeichnungen wurden veröffentlicht und eine Baugenehmigung beantragt. Nach dem Erhalt der Genehmigung wurden im Frühjahr bereits erste Abrissarbeiten durchgeführt. Ein Großteil der noch vorhandenen in den Jahren 1966/1967 errichteten Gebäude, darunter das Büro des Managers, wurde abgerissen. Die weiteren Bauarbeiten mussten aufgrund der COVID-19-Pandemie dann für einige Zeit gestoppt werden. Erst 2022 begannen die eigentlichen Neubauten. Ende November 2023 sind alle Gebäude zu großen Teilen fertig und die Innenausstattung dürfte ebenfalls komplett sein. Die offizielle Eröffnung durch Diageo erfolgte am 19. März 2024.
Nach Diageos Plänen wurde ein Teil der alten Gebäude, u. a. die Doppelpagode, vollständig restauriert und teilweise umgebaut; zusätzlich wurde ein neues modernes Produktionsgebäude errichtet. In dem neuen Gebäude werden wiederum zwei Paar Kupferbrennblasen stehen, ein Paar vom Typ der alten Brennblasen Port Ellens, welches bei Forsyths bereits nachgebaut wurde, und ein zweites deutlich kleineres Paar. Mit letzterem soll den Experimenten, die bei Port Ellen nach der Gründung durchgeführt worden waren, Rechnung getragen werden. Ein Maischebottich (mash tun) und sechs Gärbottiche (wash backs) werden ebenfalls in dem Brennhaus Platz finden.
Alexander McDonald wurde im Juni 2022 als neuer Port Ellen Manager vorgestellt. Georgie Crawford hatte im Frühjahr 2021 eine Offerte von Elixir Distillers angenommen und den Diageo Konzern verlassen.
Am 19. März 2024 wurde die Brennerei, rund 40 Jahre nach der Schließung, wieder eröffnet.

## Produktion
Bis zur Stilllegung wurde mit dem Wasser aus dem Leorin Loch produziert. Mit acht Gärbottichen (wash backs) von insgesamt 240.000 Litern sowie zwei wash stills von je 28.000 Litern und zwei spirit stills von je 25.000 Litern wurde ein Ausstoß von deutlich über 2,5 Millionen Litern erreicht. Abfüllungen der Brennerei sind noch immer auf dem Markt zu finden, werden aber zu Sammlerpreisen gehandelt. Die Whiskys besitzen Islay-typisch einen leicht torfigen Duft, einen von Süße und Torf  bestimmten Geschmack und einen öligen Abgang.
Die neue Produktion dürfte aufgrund der 2 großen Washstills und der 2 kleineren Spirit Stills bei Bedarf auch über die Grenze von einer Million Litern Reinalkohol gesteigert werden können.